# Mainbrain
Mainbrain (bürgerlich Philipp-Alexander Häger; * 13. Februar 1981 in Wuppertal) ist ein deutscher DJ und Musikproduzent im Bereich Popmusik/Trance/Dance. Unter anderem arbeitet er an Projekten wie zum Beispiel: Mainfield, Mainbrain & Somville, Solar Patrol, Klubbstylerz, Candy Boyz, Straight Flush, Sergio Ramos, Funky Bootz oder Phil Valley mit.

## Leben
Die Leidenschaft zur Musik begann im Alter von 14 Jahren, als er im renommierten „Barmer Bahnhof“ in Wuppertal erste Bekanntschaft mit elektronischer Musik machte. Häger war so begeistert von den DJs, dass er sich kurze Zeit später eigene Plattenspieler kaufte. Im Jahre 2000 teilte sich Häger mit einigen Freunden ein Studio in Wuppertal und probierte sich an eigenen Tracks. Nach zwei Jahren trennten sich jedoch die Wege, und Häger machte alleine weiter um seinem Ziel, einen Plattenvertrag zu bekommen einen Schritt näher zu kommen. Parallel dazu lernte Häger Dennis Kramme kennen, mit dem er zahlreiche renommierte Projekte wie zum Beispiel „Mainfield“ & „Candy Boyz“ (Mental Madness Records), „Solar Patrol“ (Aqualoop Records), „Mainbrain & Somville“ (Mental Madness Records) und „Klubbstylerz“ (Klubbstyle Records) ins Leben rief. Seit dem Jahr 2004 war Häger an 43 Remixen für namhafte Künstler wie zum Beispiel Pulsedriver, Cascada, Klubbingman, DJ Dean, Bangbros, Alex M vs. Marc van Damme, Rob Mayth, Space Pitcher, Liquid Spill, Ole van Dansk, 2 Jays, 200 Grad, Marc Korn u. v. m. beteiligt. Im Jahre 2007 veröffentlichte Philipp seine erste eigene Compilation namens Masters of Dance, welche im Fachhandel erhältlich ist.

## Übersicht einiger Projekte
| Pseudonym            | Produzenten                               | Tracks |
| -------------------- | ----------------------------------------- | --- |
| Mainfield            | Dennis Kramme, Philipp Häger              | - Supernova - Space Dimension EP - Feel The Love |
| Solar Patrol         | Dennis Kramme, Philipp Häger              | - Dream Machine - Feel The Music - Milky Way - Shame |
| Straight Flush       | Robin Brandes, Axel Konrad, Philipp Häger | - She's Got That Light - Lets all chants |
| Mainbrain & Somville | Dennis Kramme, Philipp Häger              | - Energy - En Motion - Euphoria |
| Candy Boyz           | Dennis Kramme, Philipp Häger              | - Life Is So Sad |
| Phil Valley          | Philipp Häger, Oliver Wallner             | - Keys to the World - Another World 2009 |
| Sergio Ramos         | Philipp Häger                             | - Be Loved (Dave Darell vs. Sergio Ramos) - Kivik - Summer Calling (Sergio Ramos & Dave Kurtis) - With Or Without You (Sergio Ramos & Dave Kurtis feat. Max C.) |
| Chorus Pokus         | Philipp Häger                             | - Waiting For Tonight (Dave Darell & Chorus Pokus) |
| Funky Bootz          | Philipp Häger, Robin Brandes              | - Party On (Carlprit & Baby Brown) - GET THE PARTY ROCKIN' |

## Remixes
- Solar Patrol – Shame (DJ Mainbrain Remix)
- Alex M vs. Marc van Damme – Technodisco (Mainfield Remix)
- Pulsedriver – Whistle Song (Solar Patrol Remix)
- Tube Tonic & Dj Shandar – The Secret (Mainfield Remix)
- Cascada – I cant stop the Rain (Mainfield Remix)
- Kimera – The Beach (Solar Patrol Remix)
- Marc Korn – Secret of You (Candy Boyz Remix)
- One-2-x – Proxima Centauri (Mainfield Remix)
- Mainfield – Feel the Love (Mainbrain&Somville Remix)
- Ramon Zerano – Today (Mainfield Remix)
- Dancecore Allstars – When the sun comes out (Mainfield Remix)
- Ole van Dansk – U can Run (Solar Patrol Remix)
- Klubbingman – Ride on a white Train (Klubbstylerz Remix)
- 2 Jays – Heartquake (Candy Boyz Remix)
- 200° – The Darkness (Mainfield Remix)
- DJ Dean – Kick Off (Mainfield Remix)
- Rob Mayth – Barbie Girl (Candy Boyz vs Klubbstylerz Remix)
- Space Pitcher – Secret Land (Klubbstylerz Remix)
- Lara – Island (Candy Boyz Remix)
- Liquid Spill – Insanity (Mainfield Remix)
- Candy Boyz – Life is so Sad (Mainfield Remix)
- Klubbingman – Love Message (Klubbstylerz Remix)
- Bangbros – Banging in Dreamworld (Mainfield Remix)
- Mental Madness – The Anthem (Mainfield Remix)
- Solar Patrol – Dream Machine (Mainfield Remix)
- Passion 5 – Receipe For Love (Mainfield Remix)
- X2X – Later (Mainfield Remix)
- Cc.K – Later (Klubbstylerz Remix)
- Marc Korn – Recipe for Love (Mainfield Remix)
- John Foster – Don't look Back (Solar Patrol Remix)